# Eusebio de Nicomedia
Eusebio de Nicomedia y Constantinopla (m. 341) fue obispo de Berito (actual Beirut), posteriormente de Nicomedia cuando la corte imperial residió allí y finalmente de Constantinopla desde 338 hasta su muerte. Fue uno de los obispos arrianos más importantes. Propagó el arrianismo entre los pueblos germánicos, particularmente los visigodos, ostrogodos y vándalos.

## Biografía
Estaba emparentado lejanamente con la familia imperial de Constantino I el Grande, lo que le proporcionó los medios para ascender desde la insignificante sede episcopal de Berytus hasta la de Constantinopla, y además le permitió alcanzar gran poder eclesiástico. Gozó de completa confianza por parte de Constantino I y Constancio II excepto por un breve período, y algunos creen que fue él quien bautizó al primero en su lecho de muerte en mayo de 337, momento en el que está aún en comunión con la Iglesia.
Como Arrio, era discípulo de Luciano de Antioquía, y es probable que mantuviese los mismos puntos de vista que Arrio desde muy joven. Posteriormente modificó parcialmente sus ideas en algunos aspectos, o quizá bajo la presión de las circunstancias, pero de todos modos fue, si no el maestro, el líder de la corriente arrianista.
Durante el Primer Concilio de Nicea de 325 firmó la Confesión, pero solo tras una larga y desesperada oposición. Su defensa de Arrio y sus tesis encolerizó al emperador y un par de meses después del concilio fue condenado al exilio. Tras un intervalo de tres años, consiguió recuperar la confianza imperial y tras su vuelta en 329 consiguió que toda la maquinaria del gobierno se pusiera de su lado para imponer sus tesis sobre toda la Iglesia Cristiana. 
No debe ser confundido con su contemporáneo Eusebio de Cesarea, autor de un conocido libro sobre la Historia de la Iglesia.